# Joseph Trombetta
Joseph Trombetta (* 21. Januar 1772 in Limburg an der Lahn; † 19. September 1841 ebenda) war ein deutscher Kaufmann und Mitglied des Nassauischen Landtags.

## Leben
Joseph Trombetta war der Sohn der Eheleute Joseph Trombetta († 1789) und Maria Johanna geborene Hovios († 1805). Er betrieb ein reges Handelsgeschäft mit Kolonialwaren und besaß eine wertvolle Münzsammlung, die er dem nassauischen Verein für Altertumskunde überließ.
1818 erhielt er ein Mandat aus der Gruppe der Grundbesitzer aus dem Wahlkreis Dillenburg. Nachdem er 1822 sein Amt niedergelegt hatte, wurde Johann Georg Baldus sein Nachfolger.
Anfang 1818 hatte Herzog Wilhelm I. zu den ersten Wahlen in seinem Land aufgerufen. Wahlberechtigt waren 39 Adlige, 1448 bürgerliche Großgrundbesitzer und 128 wohlhabende Stadtbewohner. 
Das passive Wahlrecht besaßen nur 265 Personen. 
1832 wählten ihn die Grundbesitzer aus dem Wahlkreis erneut in den Landtag. Dort wurde Georg Wagner sein Nachfolger.
Die Landtagsabgeordneten Heinrich und Eduard Trombetta waren seine Neffen.